# مديرية العدين

تعديل مصدري - تعديل

مديرية العدين إحدى مديريات محافظة إب في وسط اليمن تقع في الجزء الجنوبي الغربي من إب وتبعد عنها بحوالي 40 كم ويحدها من الشمال مديرية حبيش ومديرية حزم العدين ومن الجنوب مديرية مذيخرة ومديرية ذي السفال ومديرية جبلة ومديرية شرعب السلام من محافظة تعز ومن الشرق مديرية جبلة وإب ومن الغرب مديرية فرع العدين ومديرية شرعب السلام من محافظة تعز، بلغ عدد سكانها 143578 نسمة عام 2004.

## أعلام
- عدنان فرحان الشرعبي